# Домбай (звезда)
Домбай, HAT-P-3 — одиночная звезда в созвездии Большой Медведицы на расстоянии приблизительно 440 световых лет (около 135 парсек) от Солнца. Видимая звёздная величина звезды — +11,86m. Возраст звезды оценивается как около 2,9 млрд лет.
Вокруг звезды обращается, как минимум, одна планета.

## Характеристики
HAT-P-3 — оранжевый карлик спектрального класса K1. Масса — около 0,917 солнечной, радиус — около 0,85 солнечного, светимость — около 0,453 солнечной. Эффективная температура — около 5164 К.

## Планетная система
В 2007 году группой астрономов, работающих в рамках программы HATNet, было объявлено об открытии планеты Теберда (другое название HAT-P-3b). Она принадлежит к классу горячих юпитеров: имея массу и диаметр, равные 0,599 и 0,89 юпитерианских соответственно, данная планета обращается очень близко к родительской звезде. Год на ней длится менее трёх суток. Открытие было совершено с помощью транзитного метода.

## Название
В 2019 году Международный астрономический союз объявил о конкурсе IAU100 NameExoWorlds, в рамках которого каждая страна мира получает возможность дать имя экзопланете и её родительской звезде. На сайте национального конкурса указано, что в России имя будет выбрано для звезды HAT-P-3 и её планеты. Согласно правилам МАС, имя должно быть не более 16 символов в длину. Желательно, чтобы имя состояло из одного слова, было удобным для произношения и не являлось ругательным. Также оно не должно совпадать с уже имеющимся названием какого-либо астрономического объекта. МАС отмечает, что не стоит использовать в качестве имени товарные знаки, клички домашних животных, имена религиозных, политических и военных деятелей, а также ныне живущих людей. Сбор заявок продолжался до 30 сентября 2019 года. Подать заявку можно было на сайте ИНАСАН на странице конкурса. 
Итоги конкурса были объявлены 17 декабря 2019 года. HAT-P-3 получила имя Домбай в честь одноимённой территории на Северном Кавказе, окружённой горными лесами с богатой дикой природой, включая медведей, что связывает название звезды с созвездием, в котором она расположена. Экзопланета HAT-P-3b получила название Теберда в честь реки с быстрым потоком воды, символизирующем её быстрое движение по орбите. Если в будущем на орбите вокруг Домбая будут открыты новые экзопланеты, то они будут названы в честь географических объектов, связанных с Тебердинским заповедником.